# بربوش
بربوش (به عربی: بربوش) یک شهرداری در الجزایر است که در استان عین الدفلی واقع شده‌است.